# NGC 5177
NGC 5177 is een spiraalvormig sterrenstelsel in het sterrenbeeld Maagd. Het hemelobject werd op 29 juni 1883 ontdekt.

## Synoniemen
- MCG 2-34-19
- ZWG 72.91
- PGC 47337